# Egelund Slot
Egelund Slot er et slot ved Fredensborg. Det blev opført 1915-17 efter tegning af arkitekt Carl Harild, og haven blev anlagt af landskabsgartner Edvard Glæsel, senere J.P. Andersen og Egelunds faste gartner Hansen. Bygherre var Frederik 8.'s gemalinde, enkedronning Louise. Ved dronningens død i 1926 arvede prins Gustav slottet, og ved hans død i 1944 gik det i arv til arveprins Knud og arveprinsesse Caroline-Mathilde.
Den 1. februar 1955 overtog Dansk Arbejdsgiverforening Egelund af arveprinsen som konferencecenter. Slottet ligger ved Esrum Sø.
Stedet hørte oprindeligt til overførsteren over skovene under Kronborg, Frederiksborg og Hørsholm amter.